# Судебно-правовой совет Азербайджана
Судебно-правовой совет —  орган, который в пределах своей компетенции обеспечивает организацию и функционирование судебной системы Азербайджана. Создан в феврале 2005 года. 

## Общие сведения
После обретения независимости Азербайджан провёл реформы в правовой системе страны. Конституция, принятая в 1995 году, установила демократическую систему и создала условия для проведения судебных реформ. 19 декабря 2006 года Президентом Азербайджана был издан указ о модернизации судебной системы. В соответствии с указом были созданы новые суды, а также для повышения эффективности правосудия созданы новые апелляционные суды. Министерством юстиции в сотрудничестве Всемирным банком был осуществлён проект под названием «Модернизация сектора правосудия».
В результате проведенных реформ в феврале 2005 года был создан новый орган — Судебно-правовой совет Азербайджана, который реализует функции самоуправления судебной власти.
Судебно-правовой совет является органом, который в пределах своей компетенции обеспечивает организацию и функционирование судебной системы; организует отбор кандидатов на должность судьи, оценивает деятельность судей, решает вопросы перевода судей на различные должности в судебных органах, их поощрения, а также другие вопросы, связанные с судами и судьями, и реализует функции самоуправления судебных органов.
Судебно-правовой совет является постоянно действующим независимым органом и не зависит от законодательных, исполнительных и судебных органов, органов местного самоуправления или юридических и физических лиц по организационным, финансовым и другим вопросам. Совет действует совместно с законодательными, судебными органами, Ассоциацией адвокатов Азербайджана и научными организациями.
Правовой основой деятельности Судебно-правового совета являются Конституция Азербайджана, международные договоры, участником которых она является, закон о судебно-правовом совете, закон о судах и судьях.

## Структура
Судебно-правовой совет состоит из 15 членов, из которых 9 являются судьями, и, в то же время представителями адвокатуры в Совете.
В состав судебно-правового совета входят:
- председатель Верховного суда Азербайджана
- одно лицо, назначаемое Президентом Азербайджана
- одно лицо, назначаемое Национальным собранием Азербайджана
- судья, назначаемый Конституционным Судом Азербайджана
- два судьи Кассационного суда избираемые Верховным судом Азербайджана по представлению Ассоциации судей Азербайджана
- два судьи апелляционных судов, избираемые Судебно-правовым советом по представлению Ассоциации судей Азербайджана
- судья Верховного Суда Нахичеванской АР, избираемый Верховным Судом Нахичеванской АР по представлению Ассоциации судей Азербайджана
- два судьи судов первой инстанции, избираемые Судебно-правовым советом по представлению Ассоциации судей Азербайджана
- лицо, назначаемое Президиумом Коллегии адвокатов Азербайджана
- лицо, назначаемое Генеральной прокуратурой Азербайджана

Срок полномочий членов Судебно-правового совета составляет 5 лет.

### Управление судебно-правового совета
Управление судебно-правового совета создано для рассмотрения организационных вопросов, связанных с подготовкой заседаний Судебно-правового совета, сессиями Совета директоров, исполнением решений, принятых Советом, а также другими вопросами, касающимися полномочий Совета.
Статус Управления Судебно-правового совета приравнивается к статусу Управления Верховного суда Азербайджана. Деятельность Управления регулируется Уставом, утвержденным Судебно-правовым советом.

### Образовательный сектор Судебно-правового совета
Принимая во внимание важность подготовки судей, в 2007 году при Судебно-правовом совете были созданы cектор подготовки судей и cектор подготовки государственных обвинителей, состоящие из судей Верховного суда.
Предусмотрено участие судей в первичном долгосрочном обучении. Учебный план курса основывается на международном опыте и включает такие темы, как права человека, судебная этика, борьба с коррупцией и другие неотложные вопросы.

### Обязанности Судебно-правового совета
- организует отбор кандидатов на должности судей

- оценивает работу судей и председателей суда

- принимает меры по повышению профессионального уровня судей, подготовке кандидатов на должности судей

- осуществляет материальную поддержку кандидатов для судей, направляемых на начальные долгосрочные курсы

- рассматривает поступившие жалобы, в том числе жалобы, поданные Комитетом по отбору судей[5]

## Председатели
- Инам Керимов (с 24 июня 2023)[6]